# Wassy
Wassy (Aussprache [vaˈsi]) ist eine französische Gemeinde mit 2776 Einwohnern (Stand: 1. Januar 2022) im Département Haute-Marne in der Region Grand Est. Sie gehört zum Arrondissement Saint-Dizier und ist Mitglied im Gemeindeverband Communauté d’agglomération du Grand Saint-Dizier, Der et Vallées. Das Bureau centralisateur des gleichnamigen Kantons befindet sich in Wassy. Die Bewohner werden Wasséyens und Wasséyennes genannt.

## Geographie
Wassy liegt an der Blaise, einem kleinen Nebenfluss der Marne.

## Geschichte
Im Jahr 211 wurde Wassy von den römischen Legionen Caracallas, der im gleichen Jahr Kaiser wurde, niedergebrannt und geplündert.
Die schottische Königin Maria Stuart, lebte als Ehefrau von Franz II. von Frankreich, im Schloss zu Wassy von 1559 bis 1561. Franz II. schenkte ihr für ihren Lebensunterhalt die Erträge der Ländereien um Wassy, Chaumont und Saint-Dizier.
Das Blutbad von Wassy geschah am 1. März 1562. Als der Herzog Franz von Guise in Wassy eintraf, hörte er, dass 500 bis 600 Protestanten in einer Scheune der Stadt einen Gottesdienst feierten, was verboten war. Der Herzog war Herr des Ortes und gleichzeitig Oberhaupt der katholischen Partei. Seine Männer zwangen mit Gewalt die Protestanten herauszukommen. 23 Personen starben, 100 wurden verletzt. Dieser Vorfall bildete den Auftakt des Ersten Hugenottenkrieges zwischen den französischen Protestanten und Katholiken.
Die nahegelegenen Eisenerzminen von Pont-Varin bestanden von 1870 bis 1923.
Wassy war bis zur Beseitigung des Arrondissements im Jahr 1926 Sitz einer Unterpräfektur. Das Arrondissement wurde zwar 1940 wiederhergestellt, aber nun mit Saint-Dizier als Unterpräfektur, da diese Stadt viel größer wurde als Wassy, das lediglich Hauptort des gleichnamigen Kantons blieb.

## Bevölkerungsentwicklung
| Jahr      | 1962 | 1968 | 1975 | 1982 | 1990 | 1999 | 2007 | 2019 |
| --------- | ---- | ---- | ---- | ---- | ---- | ---- | ---- | ---- |
| Einwohner | 3152 | 3286 | 3228 | 3316 | 3291 | 3294 | 3229 | 2819 |

## Sehenswürdigkeiten

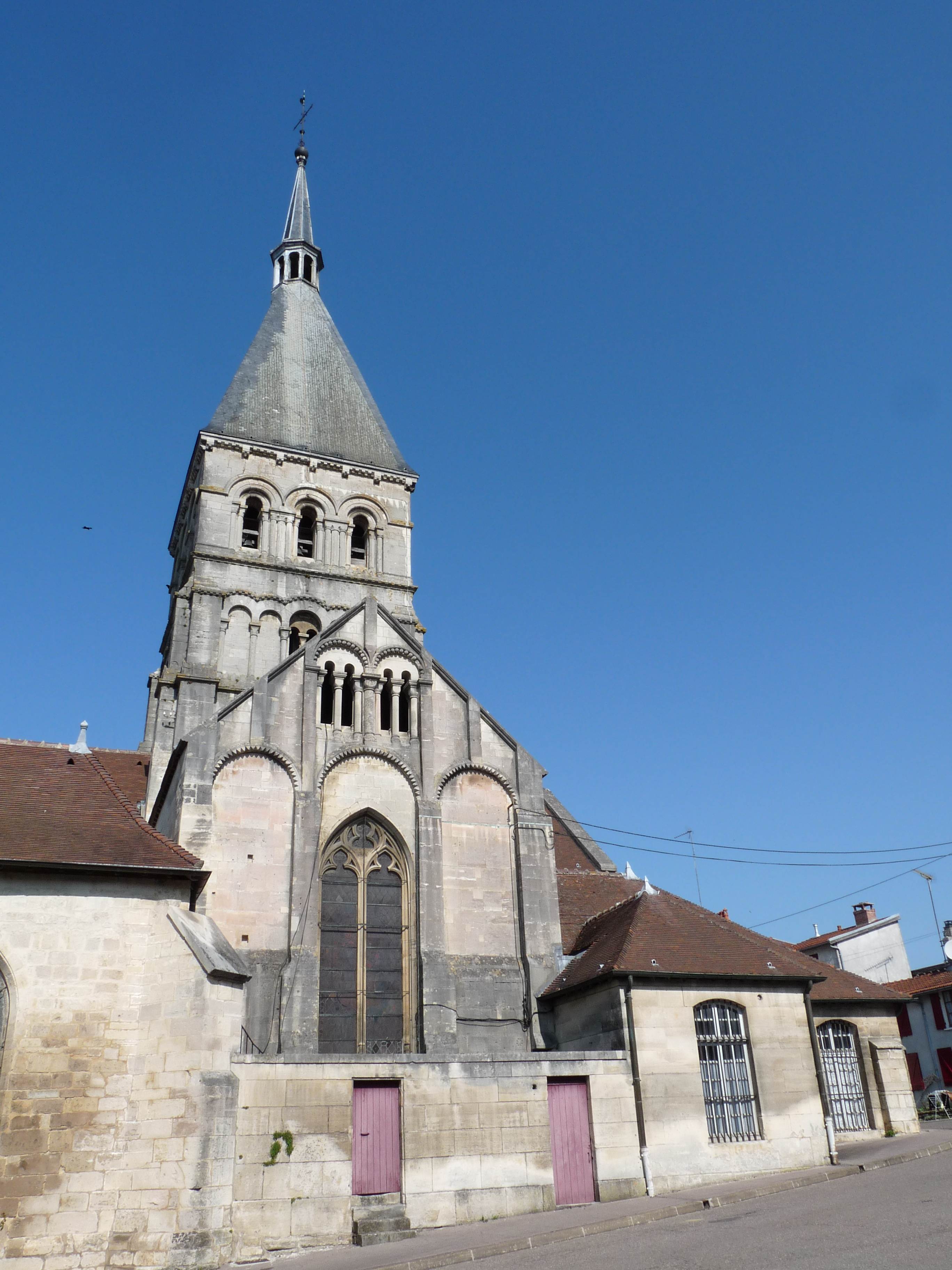
Kirche Notre-Dame

- Kirche Notre-Dame aus dem späten 12. Jahrhundert, Monument historique seit 1875
- Scheune des Blutbads von Wassy, um 1562, im 19. Jahrhundert an alter Stelle rekonstruiert
- Protestantisches Museum, das im Jahr 1990 in der ehemaligen protestantischen Kirche (temple) von 1889 eingerichtet wurde und der Geschichte des Blutbads gewidmet ist
- Altes Theater
- Tour du Dôme, Monument historique seit 1933
- Caisse d’Épargne
- Imprimerie Guillemin (Patrimoine industriel régional)
- Kreuz Croix de la Perriere
- Stausee Lac des Lescheres

## Verkehr

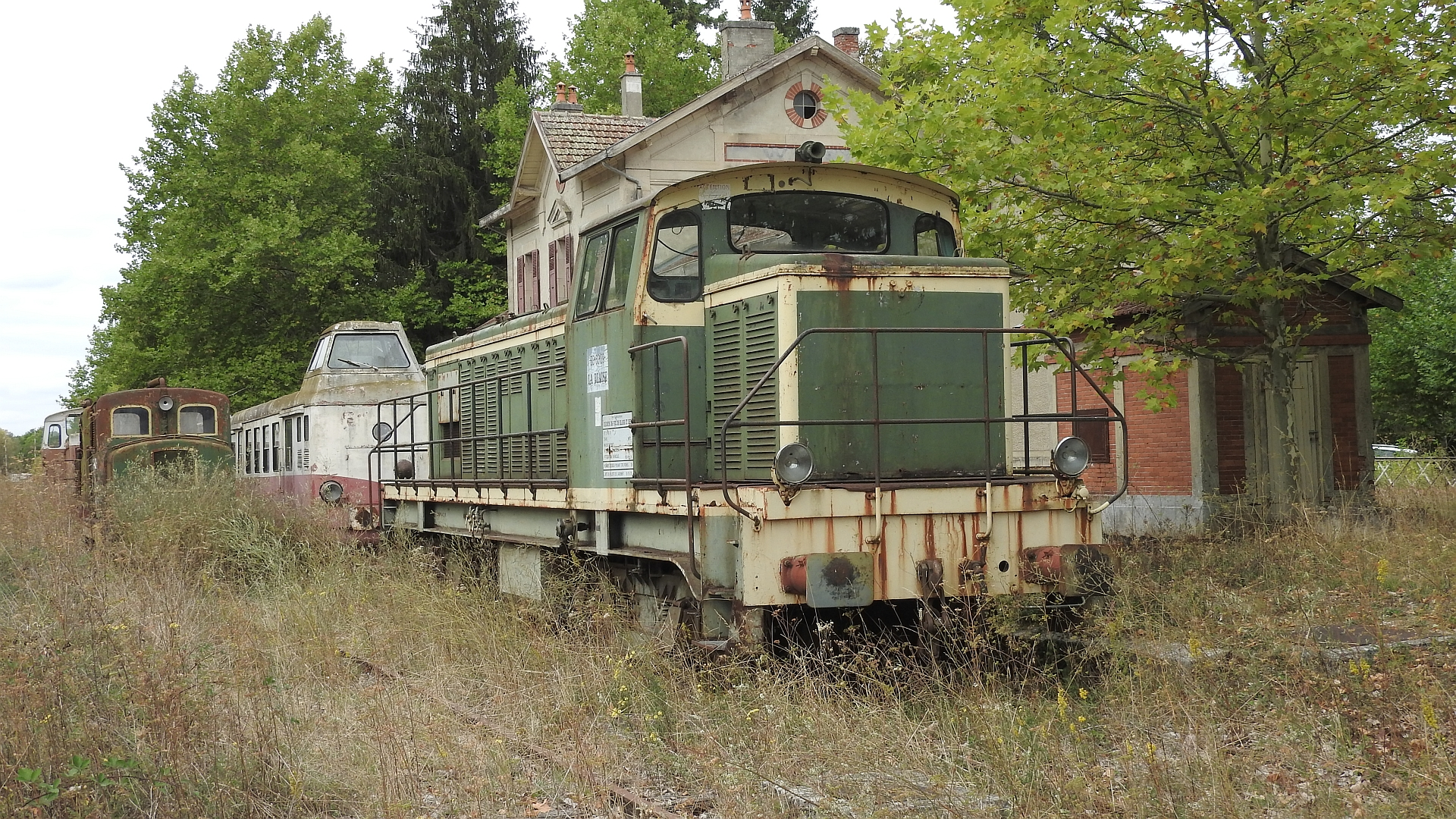
Bahnhof mit Fahrzeugen der Amis de la Gare de Wassy

Der Ort hat einen Bahnhof an der Bahnstrecke Saint-Dizier–Doulevant-le-Château, die 1868 zwischen Saint-Dizier und Wassy eröffnet wurde. Im Jahr 1952 wurde der Personenverkehr eingestellt, 1991 auch der Güterverkehr; drei Jahre später wurde die Strecke stillgelegt. Der Bahnhof ist heute Sitz des Vereins Amis de la Gare de Wassy, der dort eine Sammlung alter Eisenbahnfahrzeuge besitzt.

## Persönlichkeiten
- François Alexandre Pernot

Am 10. Februar 1793 als Sohn des Uhrmachers Alexandre François Pernot in Wassy geboren, zog um 1811 nach Paris, um seine Fähigkeiten in der Gravierkunst zu verbessern. Er starb am 3. November 1865 in seiner Heimatstadt.
- Pierre-Gilles Chanlaire,

französischer Geograph wurde in Wassy 1758 geboren und ist 1817 in Paris gestorben. Er war topographischer Kataster-Büroattaché. Man verdankt ihm mehrere empfehlenswerte Arbeiten über Statistik und Geographie:
- Tableau général de la nouvelle division de la France, Paris, 1802
- Description topographique et statistique de la France, 1810, 2 Bände
- Atlas de la France en départements (en 86 cartes), 1818
- Atlas de grandes cartes du théâtre de la guerre en Orient, de l’Égypte, du Rhin et de la Belgique, etc.

- Camille (1864–1943) und Paul Claudel (1868–1955) wohnten von 1879 bis 1881 in Wassy, wo das erste Werk Camilles, ein Kopf Bismarcks, entstand.
- Michel Creton (* 1942), Schauspieler, in Wassy geboren

## Städtepartnerschaft
- Eppingen (seit 1967)